# Imre Zajtay
Imre Zajtay (* 3. August 1912 in Budapest; † 23. September 1983) war ein ungarischer Jurist.

## Leben
Er studierte Rechtswissenschaft. Nach der Promotion 1952 an der Universität Paris wurde er 1957 Maître de recherche in Paris und 1958 Privatdozent in Mainz und dort 1961 außerplanmäßiger Professor. Nach der Habilitation 1963 in Mainz wurde er 1970 Professor in Hamburg.
Seine Fächer waren Rechtsvergleichung und internationales Privatrecht.

## Schriften (Auswahl)
- Introduction à l'étude du droit hongrois. Paris 1953, OCLC 797234370.
- Contribution à l'étude de la condition de la loi étrangère en droit international privé français. Paris 1958, OCLC 860416802.
- Zur Stellung des ausländischen Rechts im französischen internationalen Privatrecht. Berlin 1963, OCLC 781370012.
- Beiträge zur Rechtsvergleichung. Ausgewählte Schriften. Tübingen 1976, ISBN 3-16-638432-4.